# Château ducal de Bisaccia
Le château ducal de Bisaccia est un château médiéval dominant la commune de Bisaccia, près de la cathédrale, province d'Avellino en Campanie,. 
Il a été construit par les Lombards vers la seconde moitié du VIIIe siècle. Détruit par le tremblement de terre de 1198, le manoir fut reconstruit vers la fin du XIIIe siècle par Frédéric II de Souabe. À l'époque de Frédéric II, le fief appartenait à Riccardo di Bisaccia. Au XVIe siècle, il fut transformé en demeure noble.

## Historique
En 1815, les Bourbons reviennent sur le trône de Naples avec la victoire sur Napoléon et Joachim Murat. Le titre de duc de Bisaccia, resté inutilisé pendant environ 40 ans, fut accordé le 16 mai 1851 à un parent éloigné du roi de Naples, Ferdinand II : Sosthène II de La Rochefoucauld…
Le 13e duc de Bisaccia, Edouard François Marie de la Rochefoucauld (4 février 1874 à Paris – 8 février 1968), vend le château en 1956.
Depuis 1977, le château ducal appartient à la commune, qui l'utilise pour diverses expositions et manifestations ; Enfin, à l'intérieur, a été inauguré le Museo civico archeologico di Bisaccia (le musée archéologique de la ville de Bisaccia), dans lequel sont exposées de nombreuses découvertes archéologiques, dont celles du « Tombeau de la Princesse ».

## Galerie

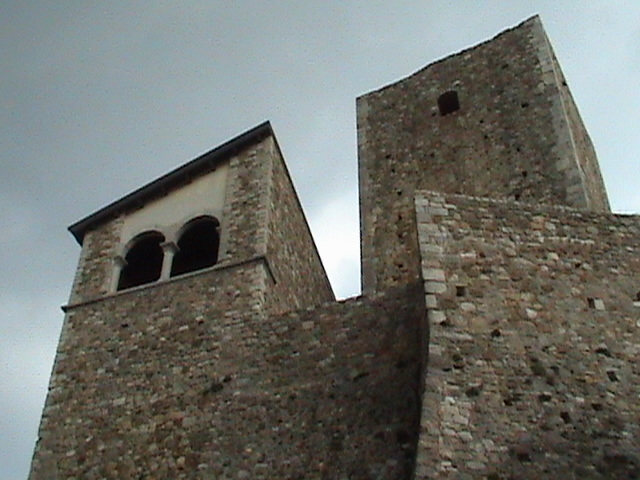

### Articles externes
- (it) Museo di Bisaccia - Site Beni Culturali.it
- (it) Castello dicale di Bisaccia - Site Catalogo generale dei Beni Culturali